# Angel (Metropolitano de Londres)
Angel é uma estação do Metropolitano de Londres, pertencente à Northern line. A estação situa-se no bairro de Angel, Islington. É uma estação do ramal Bank da Northern line, e está entre as estações Old Street e King's Cross St. Pancras. Pertence à zona tarifária 1. 

## História

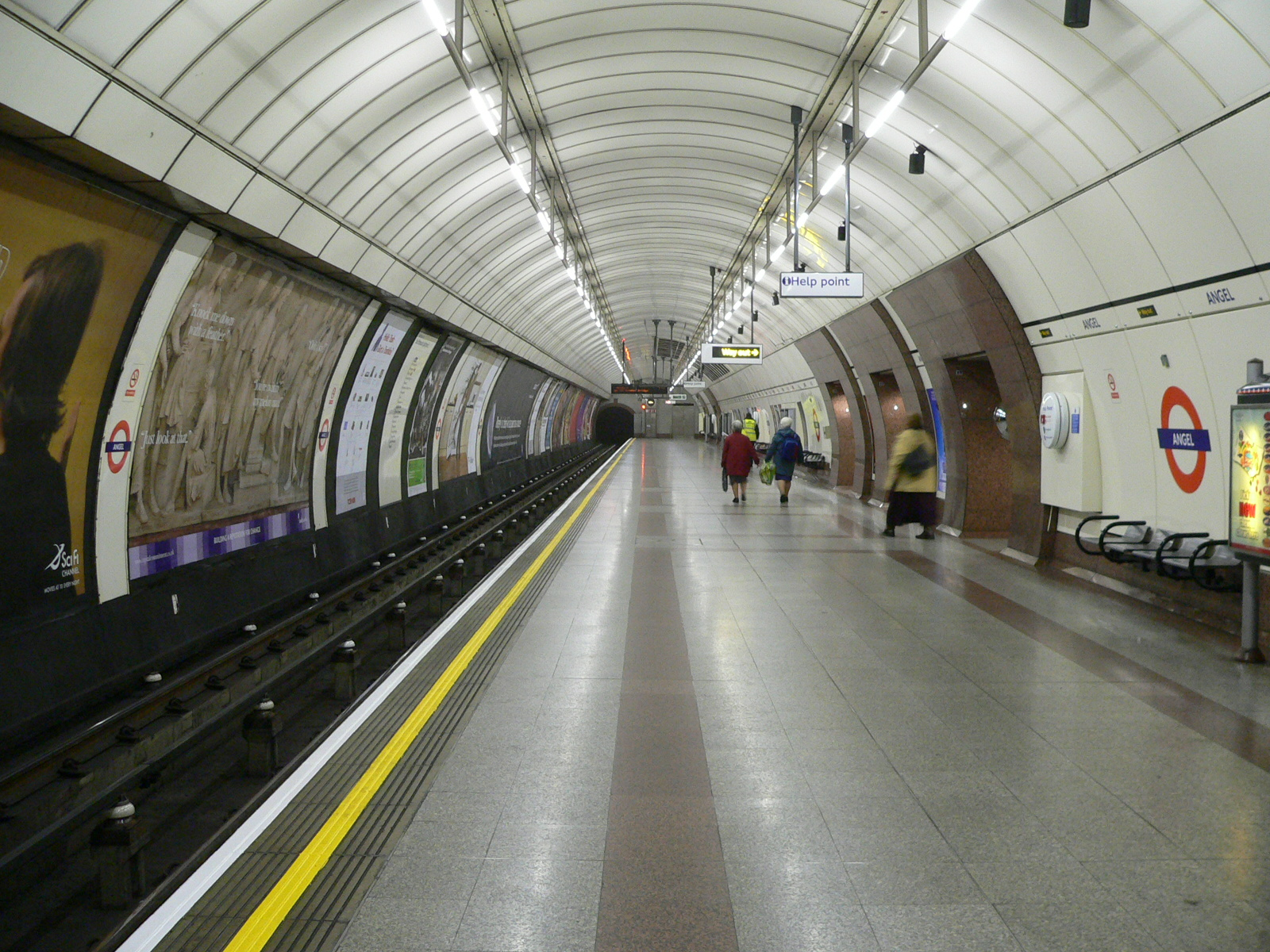
Plataforma sul da estação.

A estação de Angel foi originalmente construída pela City & South London Railway e inaugurada em 1901, como um terminal ao norte de uma nova expansão a partir de Moorgate. É também uma das cinco estações do Metrô de Londres com o nome em homenagem a pubs - neste caso, o antigamente famoso pub Angel Inn, que remonta a 1638. As outras estações com nomes de pubs são Elephant & Castle, Manor House, Royal Oak e Swiss Cottage. Como aconteceu com muitas outras estações dessa linha, a estação Angel foi originalmente construída com acesso a partir do nível da rua via elevadores e com uma plataforma central servindo duas faixas; tais construções ainda são vistas em Clapham North e Clapham Common. 

## Escadas rolantes
Essa estação tem o terceiro maior conjunto de escadas rolantes na Europa Ocidental (ficando atrás apenas da estação Västra skogen do Metrô de Estocolmo (67 m) e da estação Kamppi do Metrô de Helsinque (64 m)), com uma elevação vertical de 27 metros e um comprimento de 60 metros.

## Serviços e conexões
As frequências dos trens variam ao longo do dia, mas geralmente operam a cada 3 a 6 minutos entre 06h03 e 00h25 em ambas as direções.
As linhas de ônibus de Londres 4, 19, 30, 38, 43, 56, 73, 153, 205, 214, 274, 341, 394 e 476, e as linhas noturnas N19, N38, N41, N73, N205 e N277 servem a estação.

## Planos futuros
Angel é uma estação proposta para fazer parte da linha Chelsea-Hackney. Está incluída no projeto da linha e situaria-se entre as estações King's Cross St. Pancras e Essex Road.